# Петров, Петр (шахматист)
Петр Стойнев Петров или Петр Симеонов Петров (болг. Петър Стойнев Петров или болг. Петър Симеонов Петров, 2 февраля 1919, София — 3 мая 2005, там же) — болгарский шахматист и шахматный журналист. Выступал в официальных соревнованиях с 1940 по 1951 гг. Чемпион Болгарии 1946 года. В составе сборной Болгарии участник Балканиады и международных матчей.
Долгие годы работал шахматным обозревателем на радиостанции «Радио София».

## Спортивные результаты
| Год  | Город | Соревнование                                                   | +  | − | = | Результат | Место |
| ---- | ----- | -------------------------------------------------------------- | -- | - | - | --------- | ----- |
| 1946 | София | Чемпионат Болгарии                                             | 12 | 4 | 1 | 12½ из 17 | 1     |
| 1947 | София | Балканиада (сборная Болгарии, 5-я доска)                       | 0  | 2 | 0 | 0 из 2    |       |
| 1949 | София | Матч Болгария — Чехословакия (против Яна Шефца)                | 0  | 1 | 1 | ½ из 2    |       |
| 1950 | Прага | Матч Чехословакия — Болгария (против В. Стулика и Л. Альстера) | 0  | 1 | 1 | ½ из 2    |       |

## Книга
- Борете се за центъра, 1967 г.